# Elio Aristides
Elio Aristides (Αίλιος Αριστείδης; en latín, Aelius Aristides, 118 - 180) fue un eminente sofista y orador griego del siglo II.

## Biografía
Nacido en Misia, se educó en Pérgamo y Atenas, y más tarde dio lecciones en Italia y Asia Menor. Residió en Esmirna, pero viajó por toda Grecia. Fue por tanto, un conferenciante profesional y un maestro, y llegó a ser uno de los máximos representantes de la segunda sofística. Su obra está conformada por 55 discursos.
Durante su estancia en Pérgamo, las tierras que poseía en Misia fueron invadidas por sus vecinos, lo que provocó que Arístides apelara al procónsul romano que estaba a la sazón en Pérgamo. Refirió que sus tierras habían sido arrebatadas violentamente, y a la brevedad le fueron devueltas. La anécdota demuestra la influencia que tenía en su época y entre sus contemporáneos, por ser uno de los oradores más conspicuos del Imperio. Otros no hubieran obtenido justicia por falta de recursos.
Toda su vida padeció hipocondría y por ello asistía con regularidad al templo de Asclepio en Pérgamo, de donde se dice que a los que dormían en él se les aparecía Apolo y luego curaban. Famoso también por el escrito donde lamentaba la destrucción de Esmirna por el terremoto de 177/178, escrito que envió al emperador Marco Aurelio, quien al leerlo se conmovió hasta las lágrimas, logrando con ello que ordenase reconstruir la ciudad.